# Tragelaphus strepsiceros
Il cudù (o kudu) maggiore (Tragelaphus strepsiceros) è un'antilope che popola le zone boschive dell'Africa orientale e meridionale.

## Nome
Il nome cudù deriva dal nome locale di quest'antilope in lingua nama.
Il nome scientifico deriva invece dal greco (trag- = capra, elaphos = cervo, strepho = attorcigliare, keras = corna).

## Caratteristiche
Il cudù maggiore ha un'altezza al garrese variabile tra 1 e 1,5 metri e un peso che va dai 120 ai 300 kg, con i maschi di dimensioni maggiori rispetto alle femmine. Il manto può essere bruno o grigio-blu, con molte sottili strisce bianche verticali. I cudù maggiori hanno una sorta di "ciuffo" sul collo e sulle spalle e una "criniera" lungo la gola. I maschi hanno corna con una, due o tre pieghe che possono essere lunghe fino a mezzo metro.
I cudù maggiori vivono presso le zone boscose e le macchie, dove si nutrono di erba e foglie. Gli esemplari adulti sono attivi sia di giorno che di notte. Solitamente, questi animali formano piccoli branchi composti da una decina di individui dello stesso sesso. I suoi principali predatori sono il leone, il leopardo e la iena maculata.

## Riproduzione
Dopo una gestazione di circa 7 mesi, la femmina dà alla luce un solo piccolo, che raggiunge la maturità entro due anni.

## Distribuzione

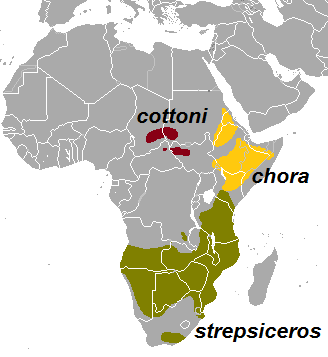
Areale del cudù maggiore e sottospecie

L'areale del cudù maggiore si estende in modo frammentato dal Ciad e dal Sudan fino al Sudafrica, prevalentemente nelle regioni orientali e meridionali dell'Africa, con un areale arcuato che esclude quasi interamente il bacino del Congo.

## Sottospecie
Sono state individuate tre sottospecie di cudù maggiore:
- T. s. cottoni, limitata al Ciad e a piccole aree negli stati confinanti
- T. s. chora, proprio del Corno d'Africa (Etiopia e adiacenze)
- T. s. strepsiceros, la sottospecie nominale e più abbondante, che vive nella porzione meridionale dell'areale, tra il Kenya e il Sudafrica.